# ヘキサフルオロベンゼン
ヘキサフルオロベンゼン (Hexafluorobenzene, HFB, C6F6, Perfluorobenzene) は、ベンゼンの水素が全部フッ素で置き換えらた芳香族有機化合物である。技術的な使用は限定されているが、光化学反応の溶媒として推奨されている。研究室では、19F-NMR の標準、13C-NMR の溶媒と標準、1H-NMR の溶媒、赤外スペクトルの一部の研究をする場合の溶媒、紫外部領域にはほとんど吸収を示さないため紫外可視スペクトルの溶媒として使用される。

## 芳香環の幾何学
ヘキサフルオロベンゼンは、他のパーハロゲンベンゼンとは少し異なっている。結合角と距離を計算すると、隣接するフッ素原子間の距離を計算することが可能になる。 また、ハロゲンの非結合半径はわかっている。 次の表に結果を示す。 
| 化学式 | 化合物名               | 芳香環が平面であるとして計算したハロゲン間距離 | 非結合半径の 2倍 | 結果として得られるベンゼンの対称性 (点群) |
| ------ | ---------------------- | ---------------------------------------------- | ---------------- | ----------------------------------------- |
| C6F6   | ヘキサフルオロベンゼン | 279                                            | 270              | D6h                                       |
| C6Cl6  | ヘキサクロロベンゼン   | 312                                            | 360              | D3d                                       |
| C6Br6  | ヘキサブロモベンゼン   | 327                                            | 390              | D3d                                       |
| C6I6   | ヘキサヨードベンゼン   | 354                                            | 430              | D3d                                       |

表からわかることは、HFBが平面である唯一のパーハロゲンベンゼンであり、他のすべては多かれ少なかれ歪んでいるということである。 結果として、C6F6では、原子軌道間のオーバーラップが最適だが、他の化合物の軌道ではオーバーラップが少なく、したがって芳香族性も低くなっている。

## 合成
ヘキサフルオロベンゼンをベンゼンとフッ素から直接合成することはできない。合成はハロゲン化ベンゼンとアルカリフッ化物との反応によって行われる。
C6Cl6 + 6 KF → C6F6 + 6 KCl

## 応用
- 19F-NMR の標準
- 13C-NMR の溶媒と標準
- 1H-NMR の溶媒
- 赤外スペクトルの一部の研究をする場合の溶媒
- 紫外部領域にはほとんど吸収を示さないため紫外可視スペクトルの溶媒

## 反応
ほとんどの HFBの反応は、フッ化物の置換を伴って進行する。一例として、硫化水素ナトリウムとの反応でペンタフルオロチオフェノール（英語: Pentafluorothiophenol）が得られる。
C6F6 +  NaSH   →  C6F5SH  +  NaF
ペンタフルオロフェニル誘導体の反応は、そのメカニズムが長い間不可解であった。置換基に関係なく、それらはすべてパラ配向性を示す。新しく導入された置換基も配向性に影響を与えない。すべての場合に、1,4-二置換-2,3,5,6-テトラフルオロベンゼン誘導体ができる。最終的に、手がかりは、非フッ素置換基の性質ではなく、フッ素自体にある。 π-電気陽性効果 (π-electropositive effect)が、芳香環に電子を導入する。しかし、非フッ素置換基はそうすることができない。電荷が供与基に対してオルトおよびパラ位に蓄積するので、非フッ素置換基に対してオルトおよびパラ位はより少ない電荷を受け取るので、ネガティブではない、またはよりポジティブである。さらに、非フッ素置換基は一般にフッ素よりもかさ高いので、そのオルト位は立体的に遮蔽され、パラ位をアニオン性流入基 (anionic entering groups) の唯一の反応部位として残す。 

## 毒性
MSDSによると、ヘキサフルオロベンゼンは、目、皮膚、呼吸器、消化管の炎症を引き起こす可能性があり、中枢神経系の抑制を引き起こす。アメリカ合衆国労働安全衛生研究所
（NIOSH）は、化学物質毒性データ総覧 (RTECS)に神経毒として記載している。